# Jordan (personaggio)
Jordan è un personaggio dei fumetti di Rat-Man, creato da Leo Ortolani nel novembre 1997 sulle pagine dello speciale Rat-Man vs. Erinni: Il bacio della morte.

## Personaggio
Jordan è comparso in una parte inizialmente minima, come un normale poliziotto forzuto della Città Senza Nome; successivamente è comparso nella serie regolare di Rat-Man nella storia Dimenticati dal tempo! (Rat-Man Collection n. 10, gennaio 1999), ambientata in un futuro possibile (e nella quale si scopre che Jordan è stato l'ultimo amante di Clara, la moglie di Brakko, morendo nascosto sotto il suo letto).
È però dopo la trilogia della Gatta (Rat-Man Collection nn. 23-25), in particolare dopo l'uscita di scena del Capitano Krik, che Jordan acquisisce un'importanza sempre maggiore nelle storie di Rat-Man: diventa la spalla comico-demenziale di Brakko, dall'intelligenza ancora meno sviluppata.
Le notizie sulla vita privata di Jordan sono frammentarie; pare tuttavia assodato che sia sposato con una moglie dall'orribile aspetto, e che abbia una madre di una certa età e un fratello, Fred, criminale; in passato, prima di finire per un certo periodo in coma, Jordan sostiene di essere stato pure Papa, col nome di Pio XVI ma questo racconto potrebbe essere dovuto solamente alle "manie di grandezza" seguite al suo risveglio. Sostiene anche che la madre avrebbe sempre voluto che lui, invece del poliziotto, facesse il papa come il padre.

## Altre versioni
Jordan fa un'apparizione anche nella storia Star Rats nei panni di un uomo dell'Impero agli ordini di Lord Valker (unione tra Janus Valker e Dart Fener) e nell'albo Ratolik come poliziotto al servizio dell'ispettore Biloba (unione tra Brakko e Ginko).

## Altri media
Compare anche nella serie animata di Rat-Man come personaggio ricorrente: particolarmente significativo il suo contributo nello sconfiggere un Rat-Man preda del costume nero della Fraudolent nell'episodio Rat in Black.